# 안호상
안호상(安浩相, 1902년 1월 23일 ~ 1999년 2월 21일)은 대한민국의 민족사학자, 철학자, 저술가, 대종교인, 정치인이다.
안호상은 초대 문교부 장관이 되어 홍익인간의 이념을 근간으로 하는 교육이념을 토대로 한국교육의 방향을 설정했으며 국민교육헌장의 사상을 구축하는 데 박종홍과 함께 참여하였다. 학술원 회원과 참의원, 한독(韓獨) 협회 회장, 국제문화총재단 이사장, 민족학회 총재, 배달문화원 총재, 대륙문화연구회 총재 등을 지냈다. 1992년에는 대종교의 최고지도자인 총전교에 올랐다.
본관은 탐진(耽津)으로 호는 한뫼이며 경상남도 의령군 부림면 입산리에서 안석제(安奭濟)와 김야동 부부의 아들로 출생하였으며 지난날 한때 부모와 함께 경상북도 영주시 순흥면에서 잠시 유아기를 보낸 적이 있다.

## 생애

### 학력
- 1920년(18세 때) 대종교에 입문, 그해 일본으로 유학
- 1920년 일본 도쿄 세이소쿠 영어학교 영어과에 입학[1]
- 1921년 세이소쿠 영어학교 졸업
- 1922년 중국으로 건너감, 상하이에 있는 중덕학교(中德學校, 현재 국립 퉁지대학) 예과에 입학(10월)하여 1924년 7월 예과를 졸업하였다. 이어서 안호상은 독일에서 유학하였다.  1925년 5월부터 독일의 예나 대학교에서 철학과 법학을 공부하였는데, 그는 바우흐(B. Bauch), 그리스바흐(Griesbach), 콜로이터(O. Koellreuter), 휘브너(Hübner), 헤데만(J. Hedemann) 교수 등의 강의를 들었고, 헤겔 학도였다.[2] 1929년 독일 예나 대학교에서 철학 박사 학위를 받았다.[3]
- 1929년 ~ 1930년 영국 옥스퍼드 대학교 연구생 유학[4][5]

#### 비학위 연수
- 영국 옥스퍼드 대학교 연구생
- 1930년 일본 교토 제국대학교 연구생
- 독일 베를린 훔볼트 대학교 연구생
- 1933년 경성제국대학교 연구생

### 경력

#### 일제 강점기
- 1930년 독일 국립훔볼트 학술재단 연구원 근무[6]
- 1933년 보성전문학교 교수로 재직, 한국 철학연구회 1대회장[5]
- 1934년 보성전문학교 교수로 재직 중 이광수의 소개로, 문인 모윤숙(毛允淑)과 결혼, 그러나 뒤에 이혼하였다.
- 1936년 딸 경선 태어남
- 1942년 조선어학회 사건에 연루된 바 있으나, 병중(病中)이어서 체포는 면하였다.

#### 해방 이후
- 1946년에 결성된 문필가들의 문화단체인 전조선문필가협회(全朝鮮文筆家協會)의 학술분과위원장을 맡았다.
- 1946년에 조직된 조선민족청년단의 부단장을 맡았다. 이범석이 조선민족청년단을 결성하자 안호상은 그에게 이론적 근거를 제공해 주기도 하였다.[2]

#### 대한민국 정부 수립 이후
- 1948년 8월 ~ 1950년 5월 대한민국의 제1대 문교부 장관을 역임하였다.
- 보성전문학교에서 만난 역사학자 손진태를 문교부 차관 겸 편수국장으로 특별, 발탁했다.
- 1948년 10월 잡지 학풍(學風)이 창간되자 필진으로 참여하였다.[7]
- 1949년 2월 18일 손진태 등과 함께 학도호국단 창설에 참여하였다.
- 문교부장관 재임중 일민고등학교 설립을 계획하기도 했다.[8] 엘리트 육성을 위해 학생들은 기숙사에서 숙식하게 하고 철저한 엘리트교육을 통해 민족의 지도자를 양성하기 위해 서울 청량리에 새 고등학교를 세우겠다는 생각이었다.[9]
- 1948년 10월 대한청년단이 결성되자 이는 족청을 무력화시키기 위해서 만들어진 것이라고 하였다.[10]
- 1948년 12월 7일 좌익 세력을 발본 색원하기 위해서 교사들의 신상기록을 작성케 하라고 모든 교육기관장들에게 지시한 바 있었다.[11]
- 1949년 이승만(李承晩) 대통령이 제시한 '하나의 국민(一民)'으로 대동단결하여 민주주의의 토대를 마련하고 공산주의에 대항한다는 통치이념인 일민주의(一民主義)의 이론적 틀을 마련하였다.
- 1949년 12월 19일 대한청년단 결성때 대한청년단 최고위원에 추대되었다.[12]
- 1950년 대한청년단 제2대 단장에 추대되었다.[12]
- 1954년 ~ 1999년 학술원 철학부문 회원
- 1963년 8월 1일 서울 시민회관에서 국민의 당 창당발기인대회를 가졌을 때 참석하였다.[13] 이날 대회는 민정당 대표위원 김병로, 신정당 위원장 허정, 민우당 고문 이범석을 당 공동대표로, 김도연, 이응준, 이인, 안호상, 전진한을 당 지도위원에 선출했다.[13]
- 1964년 ~ 1999년 2월 한국배달문화연구원 원장
- 1966년 건국대학교 교수, 동아대학교 교수
- 1967년 대통령특사로 국제사회를 순방하고 돌아왔다.
- 1969년 재건국민운동 중앙회 회장, 사회정화 대책위원회 회장
- 1973년 마을금고연합회 회장
- 1974년 대구보건전문대학 이사장
- 1976년 10월에는 유봉영·박창암·이유립·문정창·임승국 등과 함께 국사찾기협의회를 조직하였다.
- 1978년 ~ 1988년 경희대학교 연구교수
- 1978년 ~ 1989년 국제문화협회 총재
- 1978년 6월 15일 경희대학교 밝은사회국제클럽 대한민국 창립총회 초대총재 선출[14]
- 1980년 민족학회 총재
- 1981년 ~ 1991년 한성학원, 한성대학교 이사장
- 1981년 11월 국회 국사청문회에 출두, 국사교과서 검인정에 관련된 청문회에서 만주원류고, 요사지리지 등을 참고로 단군조선, 기자조선의 강역이 북경까지였고, 백제가 상해에 진출했다고 주장하였다.
- 1982년 국가(國歌)제정추진위원장을 역임하였다.
- 1984년 3월 13일 고려청자헌납위원회 고문
- 1987년 권율장군기념사업회 회장
- 1992년 ~ 1997년 대종교 총전교(최고지도자)
- 1993년 경희대학교 이사장
- 1995년 4월 11일 정부 승인 없이 북한 방문/단군이 승천한 곳이 북한의 구월산이므로 북한에 가서 御天節(14일)을 국경일로 삼도록 설득하겠다고 방북[15]
- 1998년 단군민족일체화협의회 공동의장
- 1999년 사망, 사회장으로 국립묘지에 안장되었다. 향년 98세

## 사상 측면
안호상은 게오르크 빌헬름 프리드리히 헤겔의 변증법에 토대한 방법을 이용해 유물론과 유심론을 종합하여 분석하고 비판하려고 시도했다. "물질이 없이는 정신은 물질을 생산할 수 없고 정신 없이 물질은 정신을 생각할 수 없다"라고 주장하기도 했다.  안호상은 혈통에 근거한 민족주의를 내세웠고 그 근본에는 단군 신앙이 있었다. 다시 말하면 단군 신앙을 중심으로 하는 일민주의를 강조했다. 개인의 자유보다 국가 이익을 우선한 안호상은 문교부 초대 장관으로서 민족종교에 근거한 민족국가를 형성하려 했다.

## 저서
- 《철학강론》, 1933
- 《민주적 민족론》, 대한교과서, 1961
- 《헤겔의 판단론》(독일어)
- 《배달의 종교와 철학의 역사》, 어문각, 1964
- 《배달동이겨레는 동아문화의 개척자》, 배달문화연구원, 1972
- 《단군과 화랑의 역사와 철학》, 사림원, 1979
- 《겨레역사 6천년》, 학예사, 1983
- 《대종교 한얼글》, 대종교출판사, 1992
- 《안호상회고록》, 민족문화출판사, 1996
- 《민족사상과 전통종교의 연구》, 민족문화출판사, 1996
- 《사람을 크게 유익케하기의 본바탕과 가치》

등 30여 권 저술

## 수상
- 1971년 국민훈장 모란장
- 1974년 독일 최고십자훈장
- 일본학사회 학술상
- 1991년 세계한민족평화상
- 외솔상
- 1994년 국민훈장 무궁화장 등 수상

## 같이 보기
| - 일민주의 - 민족주의 - 나치즘 - 손진태 - 이승만 - 환단고기 - 이광수 - 이범석 | - 이유립 - 박창암 - 문정창 - 국민교육헌장 - 박종홍 - 박정희 - 학도호국단 - 민족청년단 |